# Nicolas Pietrula
Nicolas Pietrula, né le 5 août 1995, est un coureur cycliste tchèque. Il participe à des compétitions sur route et sur piste.

## Palmarès sur route

### Par année
- 2013
  - 2e du championnat de République tchèque du contre-la-montre juniors
- 2016
  - 3e du championnat de République tchèque du contre-la-montre espoirs
- 2017
  -  Champion de République tchèque du contre-la-montre espoirs

### Classements mondiaux
| Année           | 2018   | 2019 | 2020   |
| --------------- | ------ | ---- | ------ |
| UCI Europe Tour | 1 339e |      | 1 334e |

## Palmarès sur piste

### Championnats du monde
- Apeldoorn 2018
  - 13e de la poursuite individuelle[3]
  - 24e de l'omnium[4]
- Pruszków 2019
  - 18e de la poursuite individuelle
  - 19e de la course aux points
  - Abandon au scratch

### Championnats nationaux
- 2014
  -  Champion de République tchèque de poursuite par équipes (avec Jan Kraus, Denis Rugovac et Michal Kohout)
- 2017
  -  Champion de République tchèque de poursuite individuelle
  -  Champion de République tchèque de poursuite par équipes (avec Jan Kraus, Matyáš Strupek et Michal Kohout)
  -  Champion de République tchèque de course aux points
  -  Champion de République tchèque d'omnium
- 2018
  -  Champion de République tchèque de poursuite individuelle
  -  Champion de République tchèque de poursuite par équipes (avec Jan Kraus, Michal Kohout et Jiří Hochmann)
- 2019
  -  Champion de République tchèque de poursuite individuelle
  -  Champion de République tchèque de poursuite par équipes (avec Jan Kraus, Petr Kelemen et Matyáš Janoš)
  -  Champion de République tchèque de course aux points
- 2021
  -  Champion de République tchèque de poursuite individuelle
  -  Champion de République tchèque du scratch